# Nelson County, Virginia
Nelson County är ett administrativt område i delstaten Virginia, USA, med 15 020 invånare (2010). Den administrativa huvudorten (county seat) är Lovingston. 

## Geografi
Enligt United States Census Bureau så har countyt en total area på 1 228 km². 1 223 km² av den arean är land och 5 km² är vatten.  

### Angränsande countyn
- Augusta County - nordväst
- Albemarle County - nordost
- Buckingham County - sydost
- Appomattox County - söder
- Amherst County - sydväst
- Rockbridge County - väster